# Bufagin
Bufagin är ett samlingsnamn på en hel grupp mer eller mindre giftiga steroider, som jämte diverse andra ämnen ingår i bufotoxin, ett sekret, som utsöndras av många paddarter. Sammansättningen av i bufotoxinet ingående ämnen är typisk alltefter paddarten.
Några exempel:
| Namn                             | Summaformel | Paddart                                                   |
| -------------------------------- | ----------- | --------------------------------------------------------- |
| Arenobufagin Mycket giftig       | C24H32O6    | Rhinella arenarum                                         |
| Cinobufagin                      | C26H34O6    | Bufo gargarizans Cantor, 1842                             |
| Decaetylcinobufagin              |             |                                                           |
| Gamabufagin                      |             | Japansk padda, Bufo japonicus                             |
| Marinobufagin = Marinobufagenin  | C24H34O5    | Agapadda, Bufo marinus och Rhinella rubescens Lutz, 1925  |
| Quercicobufagin = Querklobufagin |             | Ekpadda, Anaxyrus quercicus                               |
| Regularobufagin                  |             | Amietophrynus kisoloensis                                 |
| Telocinobufagin                  |             |                                                           |
| Vallicopobufagin                 |             | Incilius macrocristatus                                   |
| Viridibufagin                    |             | Grönfläckig padda, Bufotes viridis = Europeisk grön padda |